# Collegio elettorale di Verbania (Camera dei deputati)
Il collegio di Verbania fu un collegio elettorale uninominale della Repubblica Italiana per l'elezione della Camera dei deputati. Apparteneva alla Circoscrizione Piemonte 2 e fu utilizzato per eleggere un deputato nella XII, XIII e XIV legislatura.
Venne istituito nel 1993 con la cosiddetta Legge Mattarella (Legge n. 277, Nuove norme per l'elezione della Camera dei deputati), attuata in seguito al referendum abrogativo del 1993. La legge istituì per la Camera dei deputati e per il Senato della Repubblica un sistema di elezione misto, in parte maggioritario e in parte proporzionale. Il 75% dei parlamentari dell'assemblea veniva eletto in collegi uninominali tramite sistema maggioritario a turno unico; il restante 25% alla Camera veniva eletto tramite sistema proporzionale con liste bloccate.
Il collegio venne abolito insieme a tutti gli altri che costituivano la Camera con la promulgazione della legge elettorale successiva, la cosiddetta Legge Calderoli. Questa prevedeva un sistema proporzionale con premio di maggioranza, che alla Camera veniva attribuito a livello nazionale.

## Territorio
Il collegio di Verbania era uno dei 36 collegi uninominali in cui era suddiviso il Piemonte e, come previsto dal D.Lgs. del 20 dicembre 1993 n. 536, era interamente compreso provincia del Verbano-Cusio-Ossola e comprendeva i seguenti comuni: Antrona Schieranco, Anzola d'Ossola, Arizzano, Aurano, Baceno, Bannio Anzino, Baveno, Bee, Belgirate, Beura-Cardezza, Bognanco, Borgomezzavalle, Brovello-Carpugnino, Calasca-Castiglione, Cambiasca, Cannero Riviera, Cannobio, Caprezzo, Ceppo Morelli, Cossogno, Craveggia, Crevoladossola, Crodo, Domodossola, Druogno, Formazza, Ghiffa, Gignese, Gurro, Intragna, Macugnaga, Malesco, Masera, Mergozzo, Miazzina, Montecrestese, Montescheno, Oggebbio, Ornavasso, Pallanzeno, Piedimulera, Pieve Vergonte, Premeno, Premia, Premosello-Chiovenda, Re, San Bernardino Verbano, Santa Maria Maggiore, Stresa, Toceno, Trarego Viggiona, Trasquera, Trontano, Valle Cannobina, Vanzone con San Carlo, Varzo, Verbania, Vignone, Villadossola, Villette e Vogogna.

## Eletti
| Elezione | Elezione                | Deputato       | Partito                  |
| -------- | ----------------------- | -------------- | ------------------------ |
|          | 1994                    | Mauro Polli    | Polo delle Libertà (LN)  |
|          | 1996                    | Marco Zacchera | Polo per le Libertà (AN) |
| 2001     | Casa delle Libertà (AN) | Marco Zacchera |                          |

## Dati elettorali

### XII legislatura

#### Risultati proporzionale
| Coalizioni        | Coalizioni         | Liste                           | Liste                              | Voti   | %     |
| ----------------- | ------------------ | ------------------------------- | ---------------------------------- | ------ | ----- |
|                   | Polo delle Libertà |                                 | Forza Italia                       | 24.841 | 26,19 |
|                   | Polo delle Libertà | Lega Nord                       | 18.985                             | 20,02  |       |
| Totale Coalizione | Totale Coalizione  | 43.826                          | 46,21                              |        |       |
|                   | Progressisti       |                                 | Partito Democratico della Sinistra | 12.434 | 13,11 |
|                   | Progressisti       | Rifondazione Comunista          | 5.144                              | 5,42   |       |
|                   | Progressisti       | Federazione dei Verdi           | 2.692                              | 2,84   |       |
|                   | Progressisti       | Partito Socialista Italiano     | 1.887                              | 1,99   |       |
|                   | Progressisti       | Alleanza Democratica            | 1.031                              | 1,09   |       |
|                   | Progressisti       | La Rete - Movimento Democratico | 625                                | 0,66   |       |
| Totale coalizione | Totale coalizione  | 23.813                          | 25,11                              |        |       |
|                   | Alleanza Nazionale | Alleanza Nazionale              | Alleanza Nazionale                 | 14.411 | 15,20 |
|                   | Patto per l'Italia |                                 | Partito Popolare Italiano          | 9.102  | 9,60  |
|                   | Lista Pannella     | Lista Pannella                  | Lista Pannella                     | 3.685  | 3,89  |
| Totale            | Totale             | Totale                          | Totale                             | 94.837 |       |

#### Risultati uninominale
|                               | Mauro Polli ✔️ Eletto | Polo delle Libertà (FI - LN - CCD - UDC)                         | 43 587 | 46,11 |  |  |  |  |  |
|                               | Diego Giacomo Caretti | Progressisti                                                     | 19 862 | 21,01 |  |  |  |  |  |
|                               | Marco Zacchera        | Alleanza Nazionale                                               | 15 432 | 16,32 |  |  |  |  |  |
|                               | Luciano Brogonzoli    | Patto per l'Italia                                               | 10 370 | 10,97 |  |  |  |  |  |
|                               | Silvano Quaglia       | Lista Marco Pannella - Riformatori                               | 2 927  | 3,10  |  |  |  |  |  |
|                               | Sergio Sbaffo         | Lega per il Piemonte - Unione per il Federalismo - Ossola Libera | 2 354  | 2,49  |  |  |  |  |  |
| Totale                        | Totale                | Totale                                                           | 94 532 | 100   |  |  |  |  |  |
|                               |                       |                                                                  |        |       |  |  |  |  |  |
| Fonte: Ministero dell'interno |                       |                                                                  |        |       |  |  |  |  |  |

### XIII legislatura

#### Risultati proporzionale
| Coalizioni        | Coalizioni              | Liste                                     | Liste                              | Voti   | %     |
| ----------------- | ----------------------- | ----------------------------------------- | ---------------------------------- | ------ | ----- |
|                   | Polo per le Libertà     |                                           | Alleanza Nazionale                 | 20.123 | 22,05 |
|                   | Polo per le Libertà     | Forza Italia                              | 16.571                             | 18,16  |       |
|                   | Polo per le Libertà     | CCD-CDU                                   | 3.059                              | 3,35   |       |
| Totale coalizione | Totale coalizione       | 39.753                                    | 43,56                              |        |       |
|                   | L'Ulivo                 |                                           | Partito Democratico della Sinistra | 13.352 | 14,63 |
|                   | L'Ulivo                 | Popolari per Prodi (PPI-SVP-PRI-UD-Prodi) | 5.974                              | 6,55   |       |
|                   | L'Ulivo                 | Federazione dei Verdi                     | 2.043                              | 2,24   |       |
| Totale coalizione | Totale coalizione       | 21.369                                    | 23,42                              |        |       |
|                   | Lega Nord               | Lega Nord                                 | Lega Nord                          | 20.415 | 22,37 |
|                   | Progressisti            |                                           | Rifondazione Comunista             | 6.864  | 7,52  |
|                   | Lista Pannella - Sgarbi | Lista Pannella - Sgarbi                   | Lista Pannella - Sgarbi            | 1.561  | 1,71  |
|                   | Mani Pulite             | Mani Pulite                               | Mani Pulite                        | 1.292  | 1,42  |
| Totale            | Totale                  | Totale                                    | Totale                             | 91.254 |       |

#### Risultati uninominale
|                               | Marco Zacchera ✔️ Eletto | Polo per le Libertà | 35 972 | 39,26 |  |  |  |  |  |
|                               | Franco Ravandoni         | L'Ulivo             | 30 776 | 33,59 |  |  |  |  |  |
|                               | Corrado Cattrini         | Lega Nord           | 20 321 | 22,18 |  |  |  |  |  |
|                               | Mauro Polli              | Mani Pulite         | 4 564  | 4,98  |  |  |  |  |  |
| Totale                        | Totale                   | Totale              | 91 633 | 100   |  |  |  |  |  |
|                               |                          |                     |        |       |  |  |  |  |  |
| Fonte: Ministero dell'interno |                          |                     |        |       |  |  |  |  |  |

### XIV legislatura

#### Risultati proporzionale
| Coalizioni        | Coalizioni              | Liste                                 | Liste                   | Voti   | %     |
| ----------------- | ----------------------- | ------------------------------------- | ----------------------- | ------ | ----- |
|                   | Casa delle Libertà      |                                       | Forza Italia            | 23.621 | 26,98 |
|                   | Casa delle Libertà      | Alleanza Nazionale                    | 17.697                  | 20,21  |       |
|                   | Casa delle Libertà      | Lega Nord                             | 7.138                   | 8,15   |       |
|                   | Casa delle Libertà      | Nuovo PSI                             | 2.526                   | 2,89   |       |
|                   | Casa delle Libertà      | CCD-CDU                               | 1.413                   | 1,61   |       |
| Totale coalizione | Totale coalizione       | 52.395                                | 59,84                   |        |       |
|                   | L'Ulivo                 |                                       | Democratici di Sinistra | 12.747 | 14,56 |
|                   | L'Ulivo                 | La Margherita (Dem - PPI - RI- UDEUR) | 9.016                   | 10,30  |       |
|                   | L'Ulivo                 | Comunisti Italiani                    | 1.643                   | 1,88   |       |
|                   | L'Ulivo                 | Il Girasole (FdV - SDI)               | 1.510                   | 1,72   |       |
| Totale coalizione | Totale coalizione       | 24.916                                | 28,46                   |        |       |
|                   | Rifondazione Comunista  | Rifondazione Comunista                | Rifondazione Comunista  | 3.744  | 4,28  |
|                   | Lista Pannella - Bonino | Lista Pannella - Bonino               | Lista Pannella - Bonino | 2.293  | 2,62  |
|                   | Lista Di Pietro         | Lista Di Pietro                       | Lista Di Pietro         | 2.171  | 2,48  |
|                   | Fiamma Tricolore        | Fiamma Tricolore                      | Fiamma Tricolore        | 1.023  | 1,17  |
|                   | Democrazia Europea      | Democrazia Europea                    | Democrazia Europea      | 960    | 1,10  |
|                   | Abolizione scorporo     | Abolizione scorporo                   | Abolizione scorporo     | 48     | 0,05  |
| Totale            | Totale                  | Totale                                | Totale                  | 87.550 |       |

#### Risultati uninominale
|                               | Marco Zacchera ✔️ Eletto | Casa delle Libertà | 46 710 | 53,13 |  |  |  |  |  |
|                               | Bruno Stefanetti         | L'Ulivo            | 34 232 | 38,94 |  |  |  |  |  |
|                               | Silvano Quaglia          | Lista Emma Bonino  | 2 768  | 3,15  |  |  |  |  |  |
|                               | Marco Parachini          | Democrazia Europea | 2 312  | 2,63  |  |  |  |  |  |
|                               | Giorgio Tigano           | Fiamma Tricolore   | 1 890  | 2,15  |  |  |  |  |  |
| Totale                        | Totale                   | Totale             | 87 912 | 100   |  |  |  |  |  |
|                               |                          |                    |        |       |  |  |  |  |  |
| Fonte: Ministero dell'interno |                          |                    |        |       |  |  |  |  |  |